# Oberea himalayana
Oberea himalayana är en skalbaggsart som beskrevs av Stefan von Breuning 1971. Oberea himalayana ingår i släktet Oberea och familjen långhorningar. Inga underarter finns listade i Catalogue of Life.